# Anders Fredricsson
Anders Fredrik Fredricsson, född 21 maj 1965 i Spånga, död 10 december 2016 i Villberga, var en svensk rallyförare och racingförare.

## Karriär
Fredricsson startade sin motorsportskarriär i slutet av 1970-talet med att köra motocross. 1986 var han sedan uttagen till talangjakten Grand Prix Challange som arrangerades av tidningen Bilsport i samarbete med Marlboro och det brittiska Formula 1-teamet McLaren med deras förare Alain Prost och Stefan "Lill-Lövis" Johansson som dragplåster. Trots att Fredricsson inte vann denna talangjakt imponerade han stort bland annat på Sven Frindelius som nyss grundat Scandinavian Formula School. I utbyte mot att han jobbade i skolan fick han chansen att börja tävla i deras Formula Fordbilar vilket resulterade i en tiondeplats i SM. Därefter tog karriären fart och han tävlade förutom i Formula Ford i både Formula 3 och 4:a, samt säsongen 1990/1991 i elitklassen Formula Opel Lotus tillsammans med bland annat Rubens Barrichello och Kenny Bräck. 
På grund av rådande konjunkturläge i Sverige tog han time-out från tävlandet efter säsongen 1991 men återkom under hösten 1994, men denna gång i rally. I mars 2002 signerade han ett proffskontrakt och senare på hösten debuterade han för Volkswagens fabriksstall i England. 2003 deltog han med co-drivern Johan Thelin i SM samt EM och med co-drivern Jenny Åman (som sedermera blev hans andra hustru, skilda 2014) i Brittiska Mästerskapet, men fick avbryta denna satsning i augusti på grund av sjukdom. 2004 tog han tillsammans med Jenny Åman SM-brons och lyckades även ta klassegern i Svenska VM-rallyt tillsammans med Johan Thelin.
2005 satsade Fredricsson och Jenny Åman åter på SM samt Brittiska Mästerskapet men avslutade dessa i förtid på grund av tekniska problem. Anders Fredricsson avslutade sin professionella karriär i och med årsskiftet 2006. 2008 slutade han tillsammans med Jenny Fredricsson på en 10:e plats i SM. Han återvände även till banracingen detta år och tävlade på Ring Knutstorp i Sport2000 där han kom på en sjätte- och en sjundeplats. 2009 deltog han i samma Sports2000 Tiga i Falkenberg och slutade på 10:e och 5:e plats medan han året efter i samma tävling slutade 4:a och 7:a. 2011 prövade han några tävlingar i den engelska Sports 2000 Duratec-serien vilken resulterade i helårskontrakt säsongen 2012 för Brittiska Team PJM. Första segern i sportvagn kom under den Svenska Mästerskapsfinalen på Falkenberg. Även säsongerna 2013 och 2014 återfanns han i Brittiska Sports 2000 Duratec Mästerskapet men då för fabriksteamet MCR Race Cars Ltd. Till säsongen 2015 skrev han åter kontrakt med Team PJM Racing men efter en operation i februari tvingades han ta "time out" resten av säsongen. 2016 återfanns han med sitt eget team FAHS Motorsport i Swedish GT som är en supportklass till STCC i en Chevron GR8. 
Fredricsson hade tre barn med sin första hustru Christina Fredricsson. 
Förutom motorsport utövade Anders Fredricsson även en hel del löpning med bland annat starter i maratonlopp runt om i Europa.